# عارفة دوزجون
عارفة بولات دوزجون (من مواليد 9 ديسمبر 1969، أنقرة في تركيا ) هي طبيبة جراحة عامة وسياسية تركية والرئيس السابع والعشرون للجمعية الوطنية التركية الكبرى وهي نائب سابق عن حزب العدالة والتنمية في أنقرة . 

## الحياة الشخصية
ولدت عارفة في أنقرة وأكملت تعليمها الابتدائي والثانوي في أنقر ودرست في جامعة غازي عنتاب في كلية الطبّ وحصلت على لقب أستاذ في مجال الجراحة العامة عام 2015

## الحياة السياسية
مع إجراء الانتخابات في عام 2018 انتخبت عضوًا في الدورة الـ27 عن حزب العدالة والتنمية
كما شغلت عارفة منصب "المتحدث الرسمي باسم لجنة الصحة والأسرة والعمل والشؤون الاجتماعية" في البرلمان التركي 

## الحياة الشخصية
عارفة تتحدّث تتحدث الإنجليزية والتركية، متزوجة وأم لطفلين. 

## روابط خارجية
- apolatduzgun على تويتر.